# Матриця часу (фільм)
«Матриця часу» (англ. Before I Fall, дослівно «Перш ніж я впаду») — американська містична драма режисерки Рі Руссо-Янг, що вийшла 2017 року. Стрічка є екранізацією роману «Поки я не впала» Лорен Олівер і розповідає про ученицю, що проживає один і той самий день знову і знову. У головних ролях Зої Дойч, Еріка Трамбле, Галстон Сейдж.
Уперше фільм продемонстрували 21 січня 2017 року у США на кінофестивалі «Санденс», а в Україні у широкому кінопрокаті показ фільму відбувся 9 березня 2017 року.

## Сюжет
Саманта Кінґстон прокидається 12 лютого, знаного як день Купідона. Вона вирушає до школи разом з подругами Ліндсі Еджкомб, Еллі Гарріс й Елоді на машині Ліндсі. Дорогою вони обговорюють план Саманти втратити цноту цієї ночі з її хлопцем Робом. Під час уроку про Сізіфа учням роздають троянди, і Сем отримує одну троянду від Роба і другу від однокласника Кента, колишнього друга у початкових класах, який закоханий в неї. Кент запрошує Саманту на вечірку у нього вдома, але вона сприймає запрошення без ентузіазму. Під час шкільного обіду подруги помічають Джульєтту, яку вони вважають несповна розуму, і починають з неї кепкувати. Дівчата їдуть на вечірку до Кента. Туди ж приходить Джульєтта. Ліндсі зачіпає Джульєтту і провокує бійку. Багато гостей вихлюпує на Джульєтту пиво, і вона принижена втікає з вечірки. Коли Саманта з подругами повертається з вечірки, машина Ліндсі врізається в щось на дорозі, перевертається, і Сем, очевидно, гине.
Саманта знов прокидається у своїй кімнаті у день Купідона. Вважаючи, що їй наснилося жахіття, вона збирається до школи, але помічає, що відбуваються ті ж самі події, і вона знов гине після вечірки.
Саманта знов прокидається у своєму ліжку і розуміє, що потрапила у замкнене часове коло. Вона вговорює подруг не йти на вечірку, а провести ніч разом. Вони уникають аварії, але дізнаються вночі, що Джульєтта покінчила життя самогубством. Крім того, Сем дізнається, що Ліндсі та Джульєтта були колись найкращими подругами.
Хоча Сем і вдалося уникнути аварії, вона продовжує проживати день Купідона знову і знову. Зрозумівши, що з того, що вона робить, нічого не впливає на кінцевий результат, Саманта починає робити все, що заманеться, спочатку давши волю своїм образам, а потім намагаючись краще взнати оточочення. Після незадовільного першого сексуального досвіду з Робом Саманту втішає Кент, який стає їй набагато ближчим. Наступного разу на вечірці Саманта чує, що розпочалася бійка між Ліндсі та Джульєттою, і кидається навздогін за Джульєттою в ліс. Там Сем намагається перепросити у Джульєтти за образи і дізнається, що Ліндсі після розлучення її батьків почала страждати на енурез і, коли була в шкільному поході, намочила свій мішок, а звинуватила в тому Джульєтту, після чого і знущалася повсякчас над нею. Джульєтта кидається на дорогу з метою самогубства і потрапляє під машину Ліндсі.
Здогадавшись, що саме Джульєтту збила машина Ліндсі в перший день замкненого часового кола, Саманта прокидається спокійною та з розумінням того, що важливе їй треба зробити і як змінити себе, щоб розірвати коло. Вона вирішує бути уважною і доброю до всіх, надсилає троянди і Джульєтті, і Кенту, розриває стосунки з Робом і розповідає подругам, за що їх любить. На вечірці вона цілує Кента і говорить, що любить його. Після цього знов кидається рятувати Джульєтту, і, відштовхнувши її з дороги, сама опиняється під колесами автомобіля. Коли Саманта помирає, вона пригадує усе найкраще, що було в її житті.

## У ролях
| Актор         | Персонаж         | Роль                      |
| ------------- | ---------------- | ------------------------- |
| Зої Дойч      | Саманта Кінґстон | школярка, подруга Ліндсі  |
| Еріка Трамбле | Іззі Кінґстон    |                           |
| Галстон Сейдж | Ліндсі Еджкомб   | школярка, подруга Саманти |
| Логан Міллер  | Кент МакФуллер   |                           |
| Сінті Ву      | Еллісон Гарріс   |                           |
| Кіан Лоулі    | Роб Кокрен       |                           |

## Створення фільму

### Знімальна група
- Кінорежисер — Рі Руссо-Янг
- Сценарист — Марія Мадженті
- Кінопродюсери — Метью Каплан, Браян Роббінс, Джон Шестак
- Співпродюсери  — Джіні Пеннекамп, Макс Сімерс
- Виконавчі продюсери — Марк Бінсток, Робін Маршалл
- Композитор — Адам Тейлор
- Кінооператор — Майкл Фімоґрані
- Кіномонтаж — Джо Ландауер
- Підбір акторів — Ненсі Нейор
- Художник-постановник — Пол Джоял
- Художник з костюмів — Ейлід МакАлістер[7].

### Виробництво
Знімання фільму розпочалося 16 листопада 2015 року і завершилось 19 грудня 2015 року.

## Сприйняття

### Оцінки
Від кінокритиків фільм отримав схвальні і змішані відгуки: Rotten Tomatoes дав оцінку 66 % на основі 94 відгуків від критиків (середня оцінка 5,8/10). Загалом на сайті фільм має схвальні оцінки, фільму зарахований «стиглий помідор» від фахівців, Metacritic — 58/100 на основі 31 відгуку критиків. Загалом на цьому ресурсі від фахівців фільм отримав змішані відгуки.
Від пересічних глядачів фільм теж отримав схвальні відгуки: на Rotten Tomatoes 66 % зі середньою оцінкою 3,7/5 (5 410 голосів), фільму зарахований «попкорн», на Metacritic — 6,4/10 на основі 10 голосів, Internet Movie Database — 6,5/10 (1 465 голосів).

### Касові збори
Під час показу у США, що розпочався 3 березня 2017 року, впродовж першого тижня фільм показали у 2 346 кінотеатрах і він зібрав 4 690 214 $, що на той час дозволило йому зайняти 6 місце серед усіх прем'єр. Станом на 17 березня 2017 року показ фільму тривав 15 днів (2,1 тижня), зібравши за цей час у прокаті у США 10 574 257 доларів США (за іншими даними 11 295 102 $), а у решті світу 717 610 $, тобто загалом 10 574 257 доларів США (за іншими даними 12 012 712 $) при бюджеті 5 млн доларів США.

### Виноски
1. 1 2  Before I Fall: Release Info (англійською) . Internet Movie Database. Архів оригіналу за 22 лютого 2017. Процитовано 15 лютого 2017.
2. 1 2  Матриця часу. Kino-teatr.ua. Архів оригіналу за 3 травня 2017. Процитовано 27 липня 2017.
3. 1 2  Brent Lang (1 березня 2017). Box Office: ‘Logan’ Slicing and Dicing Toward Year’s Biggest Debut (англійською) . Variety. Архів оригіналу за 2 березня 2017. Процитовано 19 березня 2017.
4. 1 2 3  Before I Fall (англійською) . Box Office Mojo. Архів оригіналу за 5 березня 2017. Процитовано 19 березня 2017.
5. 1 2 3 4  Before I Fall (2017) (англійською) . The Numbers. Архів оригіналу за 11 серпня 2017. Процитовано 19 березня 2017.
6. ↑  Dominic Patten (5 грудня 2016). Sundance 2017: Robert Redford, New Rashida Jones Netflix Series, ‘Rebel In The Rye’ & More On Premiere, Docu, Midnight & Kids Slates (англійською) . Deadline.com. Архів оригіналу за 18 січня 2017. Процитовано 15 лютого 2017.
7. ↑  Before I Fall: Full Cast & Crew (англійською) . Internet Movie Database. Архів оригіналу за 3 березня 2017. Процитовано 15 лютого 2017.
8. ↑  SSN Insider Staff (20 листопада 2015). On the Set for 11/20/15: Ricky Gervais Starts Shooting ‘Life on the Road’, Chris Evans and Octavia Spencer Wrap ‘Gifted’ (англійською) . SSN Insider. Архів оригіналу за 26 листопада 2015. Процитовано 15 лютого 2017.
9. ↑  SSN Insider Staff (31 грудня 2015). On the Set for 1/1/16: George Lopez Starts ‘Aloha Santa’, Dave Bautista Wraps ‘Bushwick’, Catherine Zeta-Jones Finishes ‘The Godmother’ (англійською) . SSN Insider. Архів оригіналу за 4 січня 2016. Процитовано 15 лютого 2017.
10. 1 2  Before I Fall (англійською) . Rotten Tomatoes. Архів оригіналу за 26 лютого 2017. Процитовано 19 березня 2017.
11. 1 2  Before I Fall (англійською) . Metacritic. Архів оригіналу за 10 березня 2017. Процитовано 14 березня 2017.
12. ↑  Before I Fall (англійською) . Internet Movie Database. Архів оригіналу за 19 березня 2017. Процитовано 19 березня 2017.